# Борщок
— Однако я голоден, — сказал Рогов. — Борщок с гренками — штука лёгкая. Хорошо бы для начала заложить основательный фундамент: пирожков бы, что ли…
Горит свеча. Для счёта дней

Срываю листик календарный.

Строфа из Бальмонта. Под ней:

«Борщок, шнель-клопс и мусс янтарный».
Борщо́к — блюдо польской и, в дальнейшем, русской кухни, разновидность консоме, прозрачный мясной бульон красновато-малинового цвета с кисловато-острым вкусом. Название блюда, родственное борщу, объясняется использованием свёклы в процессе приготовления.
Имеется несколько рецептов приготовления борщка, в основе которых лежит технология приготовления консоме, иногда проваренного с копчёностями или грибами, который требуется подкрасить свёклой. Нашинкованную свёклу добавляют к телятине в процессе варки бульона или, сбрызнув уксусом, добавляют в оттяжку, либо перед подачей в бульон добавляют свекольный экстракт или закипячённый свекольный квас. Борщок приправляют молотым красным перцем и, для улучшения вкуса, сахаром, иногда прокипячённой мадерой. Борщок обычно подают в бульонке с острыми сырными гренками «дьябли» на пирожковой тарелке, иногда с пирожками, гренками из слоёного теста или жаренными во фритюре творожно-картофельными «листочками». Прозрачный борщок в разных вариантах, в том числе и на рыбном бульоне, встречается в польской кухне. В белорусской кухне борщок сервируют с жареными ушками, начинёнными грибной икрой.
Борщок часто упоминается в русской литературе в описаниях обедов, которые обычно с него начинались, в частности, у К. М. Станюковича в «Равнодушных», П. Н. Краснова в «За чертополохом», Тэффи в «Жесте».